# Zoosadismo
El zoosadismo es el placer sexual derivado de la crueldad hacia los animales .  Es una parafilia, donde los zoosadistas se excitan sexualmente por el maltrato físico a los animales. El zoosadismo forma parte de la tríada de Macdonald, un conjunto de tres conductas que se consideran precursoras de la conducta psicopática . 

## Investigación
Algunos estudios han sugerido que las personas que son crueles con los animales tienen más probabilidades de ser violentas con los humanos. Según The New York Times :

El FBI ha descubierto que un historial de crueldad hacia los animales es uno de los rasgos que aparecen regularmente en sus registros informáticos de violadores en serie y asesinos, y el manual estándar de diagnóstico y tratamiento para trastornos psiquiátricos y emocionales enumera la crueldad hacia los animales como un criterio de diagnóstico para los trastornos de conducta.

Helen Gavin escribió en Criminological and Forensic Psychology (2013):
 

Sin embargo, este no es un rasgo universal. Dennis Nilsen tenía dificultades para iniciar el contacto social con la gente, pero amaba a su fiel compañera, Bleep, una perra mestiza. Después de su arresto, estaba muy preocupado por su bienestar, ya que también la llevaron a la comisaría.

Alan R. Felthous informó en su artículo "Agresión contra gatos, perros y personas" (1980):
 

Una encuesta de pacientes psiquiátricos que habían torturado repetidamente a perros y gatos encontró que todos ellos también tenían altos niveles de agresión hacia las personas, incluido un paciente que había asesinado a un niño.

Este es un hallazgo que se informa con frecuencia y, por esta razón, la crueldad hacia los animales a menudo se considera una señal de advertencia de posible violencia hacia los humanos.

## Escándalo zoosádico de 2018
En septiembre de 2018, un denunciante tuiteó un enlace a un canal de Telegram. 
“Zoosadist Evidence” era el nombre del canal que contenía imágenes, videos y debates sobre violencia extrema hacia los animales, y el denunciante alegó que los miembros involucrados eran individuos específicos del furry fandom .
Un zoosadista expuesto durante el escándalo de zoosadismo de 2018 era un miembro adulto del furry fandom en Cuba, de nombre Rubén Marrero Pernas, o conocido simplemente como “Woof”. Se descubrió que Pernas violaba, torturaba, luego mataba perros y cachorros y grababa los actos en línea para un grupo de zoosadistas en Telegram, quienes encontraron que esto era sexualmente gratificante.  La exposición de Pernas provocó la indignación pública,   y una eventual reforma legal. 
Incluso años después, los efectos de esto siguen evolucionando, sobre todo con el arresto en 2022 y la declaración de culpabilidad en 2023 del notorio zoosadista de Telegram , Adam Britton .   

## Otros ejemplos
Los asesinos en serie como Ted Bundy y Jeffrey Dahmer eran conocidos por torturar y matar animales en su juventud. 
Un canadiense, Leighton Labute, fue arrestado en 2020 por torturar y matar a tres hámsteres y por subir el vídeo a las redes sociales.  
En junio de 2023, la BBC descubrió una red mundial de tortura de monos, donde los participantes producían y distribuían vídeos de monos heridos y asesinados. 

## Estatus legal
En 1999, el Congreso de los Estados Unidos promulgó un estatuto que afectaba la legalidad de las películas de aplastamiento y penalizaba la creación, venta y posesión de representaciones de crueldad animal, aunque con una excepción para "cualquier representación que tenga graves consecuencias religiosas, políticas, científicas, educativas, valor periodístico, histórico o artístico." 
En 2008, la Corte de Apelaciones del Tercer Circuito de los Estados Unidos invalidó la prohibición de la venta y posesión de este tipo de películas (si no son obscenas) como una violación de la garantía constitucional de libertad de expresión .  La Corte Suprema de los Estados Unidos confirmó la decisión del Tercer Circuito en Estados Unidos contra Stevens, considerando que la ley era inconstitucional porque era tan amplia y vaga que incluía cualquier representación de un animal en o siendo dañado por la caza o una enfermedad. 
El 28 de noviembre de 2010, la Cámara de Representantes y el Senado aprobaron el proyecto de ley HR 5566, que prohíbe el comercio interestatal de películas sobre aplastamiento de animales, y el 9 de diciembre, el presidente Obama firmó el proyecto de ley y se convirtió en la Ley de Prohibición de Vídeo sobre aplastamiento de animales de 2010 . 
El 8 de septiembre de 2015, una mujer de Houston se declaró culpable en el primer caso federal de video de aplastamiento de animales del país.  
El 25 de noviembre de 2019, el presidente Donald Trump promulgó la PACT ACT, la Ley de Prevención de la Crueldad y la Tortura Animal (PACT),  que autorizó al FBI y otras agencias federales de aplicación de la ley a procesar la crueldad animal maliciosa.  La ley PACT define el aplastamiento de animales como cuando "uno o más mamíferos, aves, reptiles o anfibios no humanos vivos son aplastados, quemados, ahogados, asfixiados, empalados o sometidos de otro modo a lesiones corporales graves a propósito". 

## Críticas por presunto vínculo con la violencia contra los seres humanos
Por otro lado, Piers Beirne, profesor de criminología en la Universidad del Sur de Maine, ha criticado los estudios existentes por ignorar prácticas socialmente aceptadas de violencia contra los animales, como el sacrificio de animales y la vivisección, que podrían estar relacionadas con la violencia contra los humanos. 